# Маклаково (Рязанская область)
Маклаково — село в Пронском районе Рязанской области, входит в состав Погореловского сельского поселения.

## География
Расположено в 2,5 км к югу от жилых кварталов Новомичуринска, в 20 км на юго-восток от райцентра Пронска.

## История
Маклаково в качестве села с церковью во имя святителя и чудотворца Николая Мирликийского упоминается в окладной книге 1676 года. 16 октября 1744 года была дана грамота на построение в этом селе новой  церкви с прежним храмонаименованием. Церковь была освящена 27 ноября 1751 года на старом антиминсе. В 1872 году был построен новый каменный храм на средства благотворителей. Каменная церковь с каменной колокольней в одной связи, внутри была расписана. В 1914 году церковь была распространена с южной стороны: трапезная и настоящая на 8 аршин ширины и 25 аршин длины. Престол в ней был один во имя святителя Николая чудотворца Мирликийского. В приходе имелась земская школа, в которой обучалось 64 мальчиков и 58 девочек. 
В XIX — начале XX века село являлось центром Маклаковской волости Скопинского уезда Рязанской губернии. В 1906 году в селе было 180 дворов.
С 1929 года село являлось центром Маклаковского сельсовета Пронского района Рязанского округа Московской области, с 1937 года — в составе Рязанской области, с 2005 года — в составе Погореловского сельского поселения.

## Население
| 1859 | 1897  | 1906  | 2010 |
| ---- | ----- | ----- | ---- |
| 707  | ↗1014 | ↗1070 | ↘621 |

## Инфраструктура
В селе есть два магазина, детский сад, почтовое отделение, храм Святителя Николая. В здании администрации действуют клуб и библиотека. Дома в основном одноэтажные.

### Транспорт
Через село проходит автодорога Новомичуринск — Маклаково — Кораблино, остальные дороги в селе — грунтовые. В 2 км к северу от села находится ж.-д. станция Новомичуринск (конечная на ветке Вослебово — Рязанская ГРЭС).